# Masques du Sri Lanka

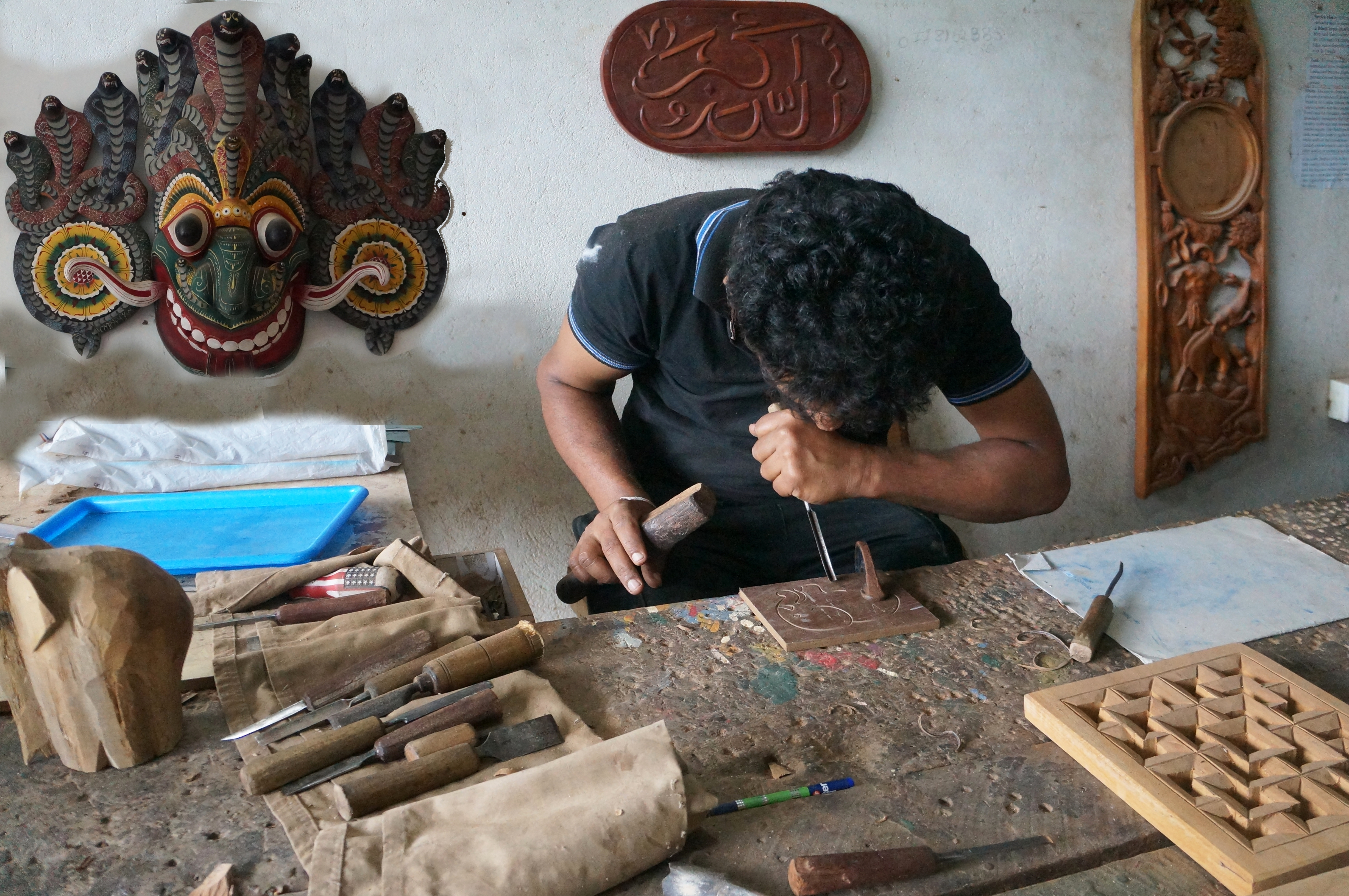
Centre artisanal de Polonnâruvâ

Éléments du patrimoine vivant dans le folklore local, les masques du Sri Lanka sont utilisés lors des  rituels dramatiques.
Ils sont classés en différentes catégories mythologiques, démoniaques, animal-esprit et figures humaines. Hérités de rites anciens, ils sont associés à l'iconographie des religions folkloriques en contribuant ainsi  la richesse de la culture du théâtre appelée kolam, sur  l'ancienne île de Ceylan. Les masques "sanni" sont nombreux, alors que selon la tradition, seuls dix-huit démons sont dépeints dans le Sanni Yakuma . Ils ont été créés à l'époque  du seigneur Bouddha..
Les physionomies et les tailles des masques, sont variables. Ils dépeignent une maladie ou une affection particulière affectant les humains. C'est lors du rituel traditionnel d'exorcisme cinghalais Sanni Yakuma, appelé tovil, qu'ils sont portés. Ce  rituel  se compose de 18 danses masquées  de la Pahatharata, ou bas pays l'une des trois principales formes de la danse au Sri Lanka.

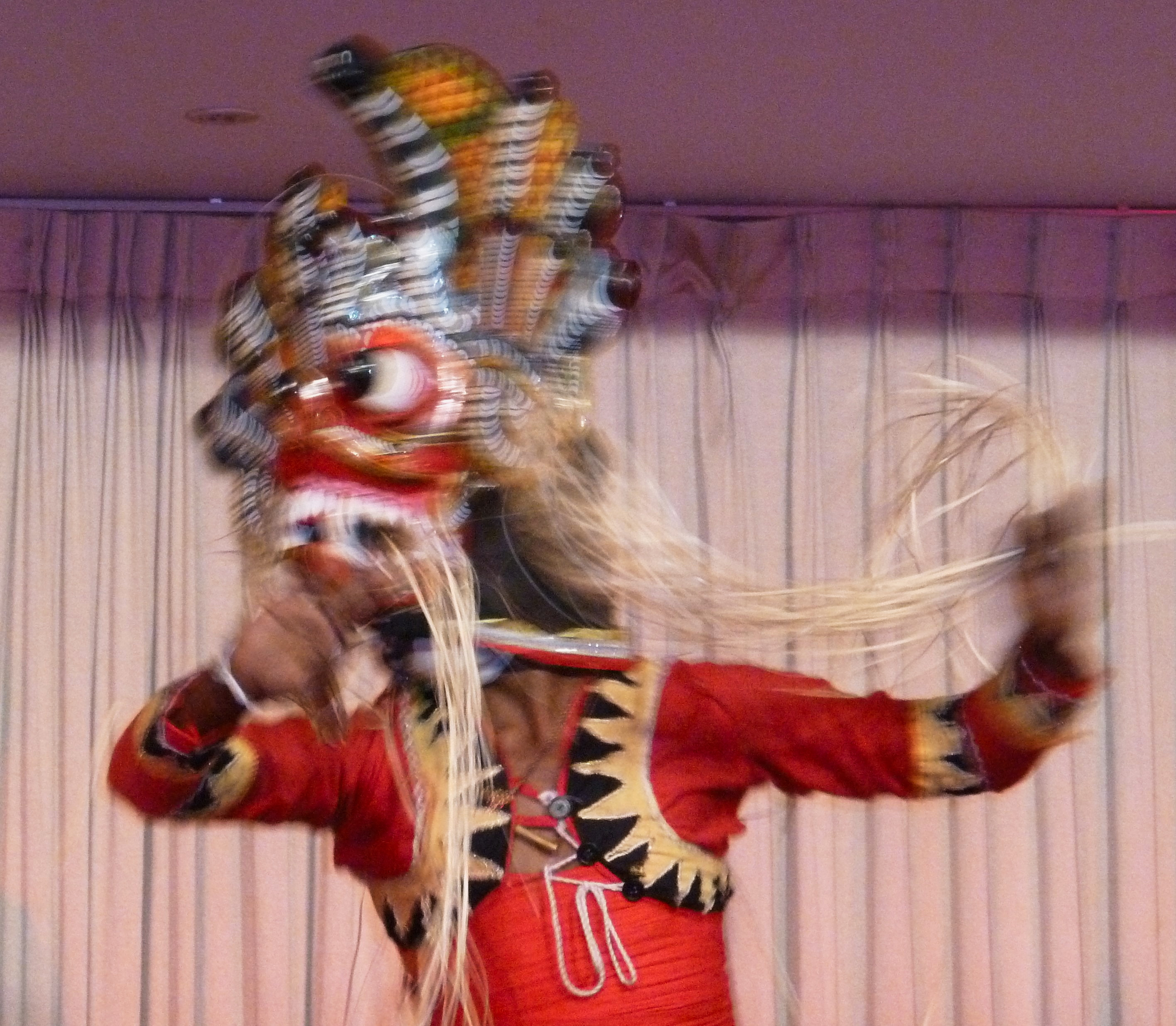
Kandy.-Oak- Ray Kadyan Dance

Sanni Yakuma, également  connu sous le nom de Daha ata sanniya, vient du mot cinghalais sanniya qui signifie maladie ou affection, et yakuma qui se traduit par rituel démoniaque. L'origine de ce rituel remonte à plus de 2 500 ans à l'époque des anciens rois et il est exécuté dans les parties sud et ouest du pays notamment à Ambalangoda .
C'est le rituel d'exorcisme le plus connu, dans lequel de nombreux démons sanni (maladie) sont dépeints par des exorcistes portant des masques élaborés. D'autres rituels consacrés aux dieux sont connus sous le nom de Gammadu et Devolmadu, ils sont invoqués pour apporter la prospérité et pour dissiper les maladies contagieuses.

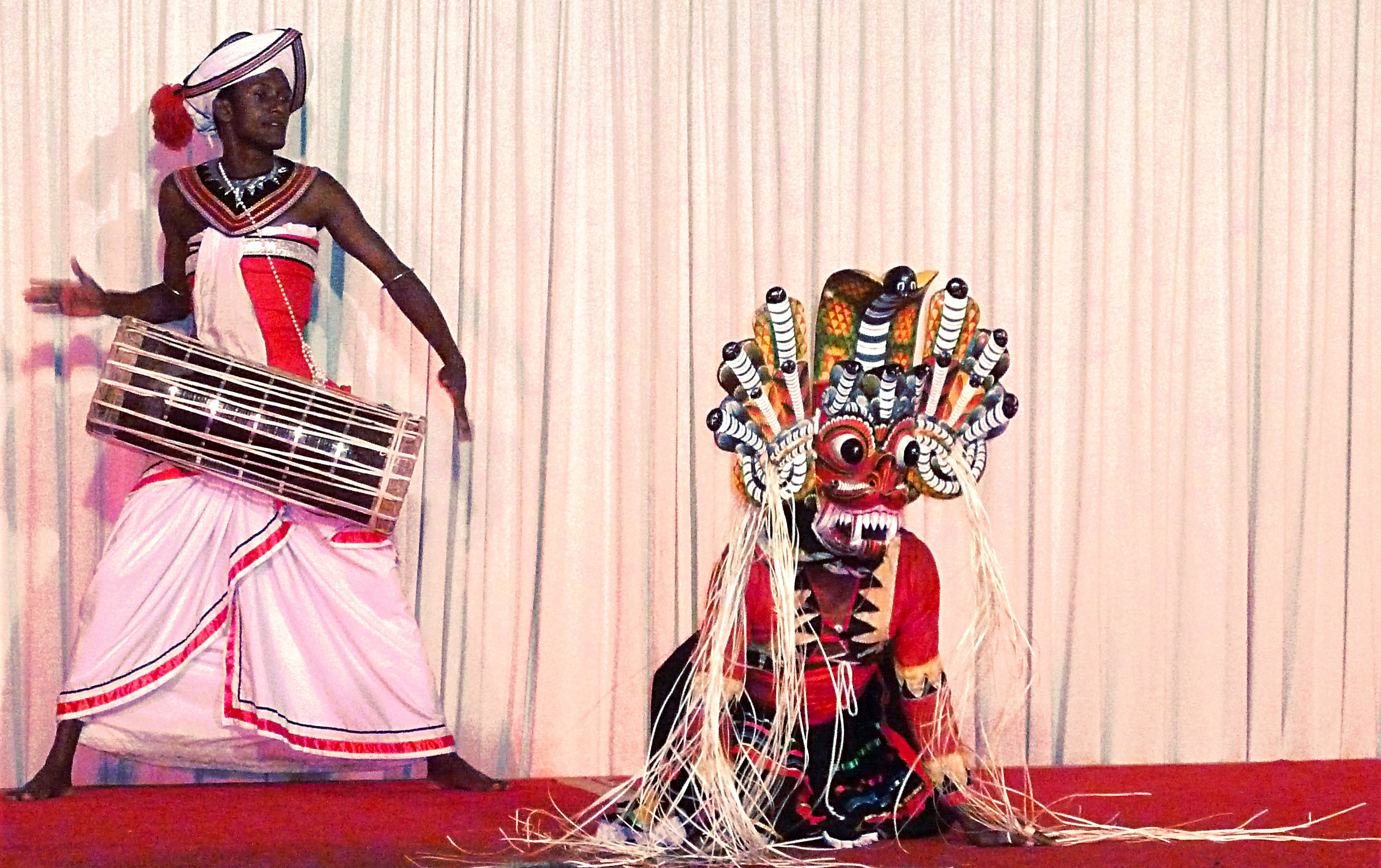
Naga Raksha & Gurulu Raksha (Cobra & Eagle)

Les plus connus (et les noms des démons) sont les suivants : 
- Le chef des démons Maha Kola qui intègre les miniatures des 18 autres démons, Gara Yakka, Gurula, Cobra, Gini, Gulma Sanniya, Bihiri Sanniya, Golu Sanniya, Gedi Sanniya, Jala Sanniya, et Kora Sanniya, ce dernier est représenté comme un démon non bouddhiste.
- Les masques utilisés dans le Kolam Mudaya sont Arachchi Kolama, Mudali Kolama, Jasaya Kolama,  Lenchina Kolama. Ils sont portés lors de danses qui datent du IVe siècle avant J.-C. aux sons des tambours "BERA"[5]. Ces danses ont été, au fil du temps, transformées en cérémoniels religieux. Elles révèlent, outre les aspects agricoles du pays, les rituels de protection contre les catastrophes naturelles, les maladies et de manière plus générale pour le bien-être de la population[6].